# Nicolas de Flue (oratorio)
Nicolas de Flue, H. 135, est un oratorio en trois actes pour chœurs, récitant et orchestre d'harmonie composé par Arthur Honegger sur un livret de Denis de Rougemont, l'œuvre étant une commande de l'Institut neuchâtelois pour l'Exposition Nationale de 1939 à Zurich. Le projet en a été accepté à la fin d'octobre 1938, mais la création de l’œuvre a dû être différée à cause de la guerre. Après diverses lectures et présentations de l'ouvrage en divers lieux de Suisse, la création scénique en a finalement été assurée à Neuchâtel le 31 mai 1941.

## Argument
L’oratorio raconte la vie de l'ermite Nicolas de Flüe et son implication pour la paix. Le premier acte raconte la vie quotidienne et les souvenirs de Nicolas jusqu'à ce qu'il décide de se retirer dans l'ermitage du Ranft, ne voyant dans la cité "que violence et iniquité". Officier, il avait quitté l'armée après que ses hommes eussent pillé un couvent contre ses ordres. Juge intègre, il avait renoncé à sa charge après avoir échoué à empêcher la condamnation d'un innocent. L'acte II présente Nicolas dans son ermitage du Ranft, tentant de convaincre les Suisses de ne pas s'engager dans une guerre contre Charles le Téméraire. Il sait en effet que la victoire sur la Bourgogne amènera le conflit entre les Suisses. Les Suisses battent le Téméraire lors des trois batailles de Grandson, Morat et Nancy et, comme Nicolas l'avait prédit, les Suisses se déchirent. L'acte III raconte les événements de la Diète de Stans et le conflit entre les cantons des villes et des campagnes, portant en particulier sur l'entrée des cantons de Fribourg et de Soleure dans la Confédération. Tandis que les Compagnons de la Follevie tentent de convaincre la Diète de choisir la voie de la guerre, les ambassadeurs viennent à Nicolas pour demander son aide. Nicolas accepte de quitter sa retraite pour parler à la Diète mais, affaibli par des années de jeûne, il ne parvient pas à destination. Il délivre pourtant un message de paix qui sera écouté par les délégués des cantons : grâce à l'intercession de Nicolas, la signature du Convenant de Stans en 1481 garantira une paix durable entre les Suisses. 

## Structure
| Acte 1                                   |
| ---------------------------------------- |
| 1. Prologue                              |
| 2. Chanson des Enfants                   |
| 3. Fanfare                               |
| 4. Souviens-toi!                         |
| 5. Il s'en va (strophes 1 et 2)          |
| 6. Solitaire, solitaire !                |
| 7. La prière de Nicolas                  |
| 8. Dure est la peine                     |
| 9. Il s'en va (strophe 3)                |
| 10. La montée au Ranft                   |
| Acte 2                                   |
| 11. Chant des pèlerins                   |
| 12. Etoile du matin                      |
| 13. Récitatif du guetteur                |
| 14. Dieu l'a voulu                       |
| 15. Cortèges                             |
| 16. Ainsi les affaires du monde          |
| 17. Tout un peuple a prêté l'oreille     |
| 18. Chœur des puissances                 |
| 19. Victoire et Malheur!                 |
| Acte 3                                   |
| 20. Marche des ambassadeurs              |
| 21. Les Compagnons de la Follevie        |
| 22. Fanfare de la Diète                  |
| 23. Demain la guerre!                    |
| 24. Nicolas, souviens-toi!               |
| 25. Parmi nous, peuple, parmi nous       |
| 26. Solitaire, solitaire                 |
| 27. Il descend                           |
| 28. Terre et cieux, prêtez l'oreille     |
| 29. Ecoute-moi, mon peuple               |
| 31. Récitatif des Cloches et chœur final |

## Instrumentation

### Voix
- Chœur mixte
- Chœur d'enfants
- Récitant

### Orchestre d'harmonie
- Flûte
- Piccolo
- Clarinette
- Saxophone alto
- Saxophone ténor
- Saxophone baryton
- Bugle
- Saxhorn alto
- Saxhorn ténor
- Tuba
- Cor
- Trompette
- Trombone
- Percussions